# Алі Вахаїб Шнайн
Алі Вахаїб Шнайн (араб. علي وهيب شنين; нар. 24 грудня 1975, Багдад, Ірак) — іракський футболіст, півзахисник. Виступав за національну збірну Іраку.

## Клубна кар'єра
Народився в Багдаді. Дорослу футбольну кар'єру розпочав 1993 року на батьківщині в «Ат-Талабі». В Іраці виступав за «Ербіль», «Аль-Нафт» та «Аль-Карабу», за катарський «Аль-Таавун», румунські «Спортул Студенцеск», «Оцелул» та «Петролул». Проте в Європі закріпитися не зміг, грав здебільшого за румунські клуби в товариських матчах або за молодіжний склад. На дорослому рівні зіграв 1 поєдинок чемпіонату Румунії за «Оцелул» та 1 поєдинок у кубку ліги за «Петролул». Учасник Кубку Азії 1996 року.

## Кар'єра в збірній
У період з 2000 по 2003 рік відзначився 1 голом у 14 поєдинках за національну збірну Іраку.

### Голи за збірну
Рахунок і результат збірної Іраку в таблиці подано на першому місці.
| №  | Дата           | Місце            | Суперник  | Рахунок | Результат | Змагання                     |
| -- | -------------- | ---------------- | --------- | ------- | --------- | ---------------------------- |
| 1. | 1 вересня 2002 | Аббасіїн, Дамаск | Палестина | 1–0     | 2–0       | Чемпіонат Західної Азії 2002 |